# Cảnh Hư
Cảnh Hư (ko. 경허, Gyeongheo/ Kyongho/ Kyongho, zh. 鏡虛, ngày 24 tháng 8 năm 1849 – ngày 25 tháng 4 năm 1912), hiệu là Tinh Ngưu (zh. 惺牛, ko. Seongu), là vị Thiền sư danh tiếng nhất trong thời cận đại của Tào Khê tông và Phật giáo Triều Tiên. Sư đóng vai trò quan trọng trong việc khôi phục lại truyền thống Thiền tông Triều Tiên vốn đã bị phai mờ từ sau Đại sư Tây Sơn. Giáo sư Robert Thurman (Đại học Colombia) – người được Tạp chí Time bình chọn là một trong số 25 nhân vật có ảnh hưởng lớn nhất tại Mỹ vào năm 1997 từng nhận xét về Thiền sư Cảnh Hư rằng: "Nếu Thiền sư Cảnh Hư còn sinh tiền thì tôi xin nguyện làm đệ tử theo hầu hạ Ngài".

## Tiểu sử
Sư sinh ngày 24 tháng 8 năm 1849 tại tỉnh Jeonju, nhà Triều Tiên (nay là tỉnh Jeonju, Nam Hàn), tục danh là Tống Đông Húc (ko. Tong Dong-uk). Thủa nhỏ tên thường gọi là Kim Chân Tinh, cha tên là Tống Đẩu Ngọc và mẹ là bà Mật Dương Phác Thị. Năm 8 tuổi, cha sư qua đời, sư cùng mẹ đến cư ngụ tại Thanh Khê Tự (ko. Cheonggyesa) ở Gwajeon. Sư đã xuất gia và tu học với Đại sư Quế Hư (ko. Gyeheo) tại đây.
Năm 13 tuổi, sư học chữ Hán với một vị Nho sĩ ở trong chùa, sư  hiểu bài rất nhanh, lại mau nhớ được những gì đã được học nên được mọi người khen ngợi là thông minh, có tài năng thiên bẩm. Bản sư Quế Hư của sư sau đó hoàn tục và gửi sư đến tu học với Đại sư Vạn Hóa (ko. Manhwa) tại Đông Hạc Tự (ko. Donghaksa) vào năm sư 14 tuổi. Tại đây, sư không những học tập và thông suốt các Kinh điển Phật giáo mà còn nghiên cứu và am hiểu thêm về Đạo giáo và Nho giáo. Vì có tài năng xuất chúng nên sư được cử làm giảng sư và giảng pháp cho các tăng sĩ tại Đông Hạc Tự vào năm 22 tuổi.
Đến năm 33 tuổi, một bước ngoặt lớn xảy ra đã ảnh hưởng rất lớn đến con đường tu tập của sư. Khi sư đi đến Soeul để thăm người thầy cũ (tức Đại sư Quế Hư, pháp danh khi còn xuất gia) thì một cơn bão xảy ra. Sư ghé qua một ngôi làng bị dịch tả ở Cheonan nọ và gõ cửa xin trú mưa nhưng không có ai cho sư vào nhà vì họ sợ sư sẽ mang bệnh dịch đến. Do không thể tìm được nơi trú ẩn, sư buộc phải ở cả đêm ngoài trời dưới một cái cây lớn ngoài làng và đối mặt với sự sợ hãi về cái chết. Sư nhận ra rằng vấn đề đại sự sinh tử là việc quan trọng nhất và những gì mà mình đạt được trong thời gian qua chỉ là những hiểu biết về mặt kiến thức, chưa phải là việc giải thoát.
Sư trở lại Đông Hạc Tự và tuyên bố với các tăng sĩ ở đó rằng: "Các vị đến đây để học kinh và nghe tôi thuyết pháp. Nhưng tất cả lời tôi nói chỉ là lời của Phật, không phải là tâm Phật. Mặc dù tôi đã đạt sự hiểu biết về  Kinh điển, nhưng tôi vẫn chưa ngộ ra được bản tâm chân thật của mình. Vì vậy tôi sẽ không thuyết pháp nữa, nếu quý vị muốn tiếp tục học tập kinh điển, sẽ có nhiều vị Đại sư khác sẵn sàng dạy cho các vị. Tôi đã quyết định phải tìm ra bộ mặt thật xưa nay của chính mình và sẽ không thuyết pháp nữa cho đến khi nào đạt giác ngộ." Sư khoá cửa phòng lại và chuyên tâm tham cứu câu thoại đầu mà sư đã thấy trong một tập công án, câu nói của Thiền sư Linh Vân Chí Cần: "Chuyện lừa chưa xong, chuyện ngựa lại đến". Sư quyết tâm tham cứu đến độ khi cơn buồn ngủ đến, sư lấy cây sắt nhọn đâm vào đùi và đặt mũi dao dưới cằm để tỉnh táo tọa Thiền. Sau ba tháng chuyên tâm tham Thiền, một hôm nọ khi nghe một vị tăng tụng câu: "Một con bò không có lỗ mũi! Đó là cái gì?", sư liền đại ngộ.
Sau sư đến ẩn cư và tiếp tục tu tập tại am Thiên Tạng trên núi Yến Nham (ko. 연암산, zh. 燕岩山). Một hôm, khi nghe tiếng hát, sư đại triệt đại ngộ và xem mình là người nối pháp của Thiền sư Long Am (ko. Yongam, người nối pháp Đại sư Tây Sơn) và Thiền sư Hoán Tình (ko. Hwanseong). Sư có làm bài kệ tỏ ngộ như sau:
Phiên âm
Hốt văn nhân ngữ vô tị khổng
Đốn giác tam thiên thị ngã gia
Lục nguyệt Yến Nham sơn hạ lộ
Dã nhân vô sự thái bình ca.
Dịch nghĩa
Chợt nghe người nói không lỗ mũi
Liền nhận ba ngàn cõi là nhà
Núi Yến Nham lối về tháng sáu
Kẻ quê vô sự hưởng nhàn ca.
Trong 20 năm tiếp theo, sư nỗ lực khôi phục và truyền bá Thiền tông, lấy Thiền Khán Thoại làm phương pháp căn bản để hướng dẫn đệ tử tu Thiền. Sư đã hoằng hoá tại nhiều nơi như: Tu Đức Tự (ko. Sudeoksa), Hải Ấn Tự (ko. Haeinsa), Phù Thạch Tự (ko. Buseoksa), Tùng Quảng Tự (ko. Songgwangsa), Hoa Nghiêm Tự (ko. Hwaomsa) và địa bàn của tỉnh Chungcheongnam-do. Đặc biệt vào năm 1889, sư thành lập Đạo tràng Thiền xã Vận động tại Hải Ấn Tự để truyền bá Thiền tông khắp nơi trên cơ sở kế thừa và phát huy tổ chức Định Huệ Kiết Xã của Quốc sư Trí Nột.
Năm 1905 (lúc 59 tuổi), sư đột nhiên biến mất khỏi giới Phật giáo và không ai biết sư đi đâu. Người ta kể lại sư đã ăn mặc như những người thế tục, để tóc dài và đội mũ như các nhà Nho. Sư đi lang thang khắp vùng Ganggye ở tỉnh Pyeongan-do và Kapsan ở tỉnh Hamgyeong-do để thuyết pháp cũng như mở lớp dạy chữ cho các cháu bé nhà nghèo không có điều kiện đi học.
Vào ngày 25 tháng 4 năm 1912, sau khi tắm gội xong, sư an nhiên tọa thiền thị tịch, hưởng thọ 64 tuổi, hạ lạp 56 năm. Đệ tử là Thiền sư Huệ nguyệt và Mãn Không làm lễ trà tỳ nhục thân trên núi Nandok và thu xá lợi, xây tháp để an trí. Trước khi tịch sư có để lại bài kệ:
Phiên âm
Tâm nguyệt o viên
Quang thôn vạn tượng
Quang cảnh câu vong
Phục thị hà vật?
Dịch nghĩa
Trăng tâm tròn viên
Sáng trùm vạn vật
Tâm, cảnh đều mất
Gọi là vật chi?
Từ sư đã đào tạo ra nhiều vị Thiền sư nổi danh kế thừa mạng mạch truyền thừa của Tào Khê tông là Thủy Nguyệt Âm Quán (ko. Suwol), Huệ Nguyệt Huệ Minh (ko. Hyewol), Mãn Không Nguyệt Diện (ko. Mangong), Hán Nham Trùng Viễn (ko. Hanam) và Long Thành Thần Chung (ko. Yongseong). Các vị này có vai trò rất lớn trong việc truyền bá Thiền tông, đào tạo ra nhiều đệ tử xuất chúng cũng như khôi phục lại tinh thần giới luật và tu tập cho Phật giáo Triều Tiên.

## Phong cách
Thiền sư Cảnh Hư thường có nhiều hành vi không giống với đức hạnh của một người xuất gia như uống rượu, gần gũi quá mức với phụ nữ... Một số người không hiểu đã lấy các điều kể trên để nói rằng sư phá giới, không có đức hạnh. Thực ra ý nghĩa của những hành vi kể trên của Thiền sư Cảnh Hư là để khai thị, giúp đệ tử buông bỏ chấp ngã, vượt lên biên kiến.

Một câu chuyện đề cập đến cơ phong giáo hóa của Thiền sư Cảnh Hư:
Trước khi gặp Thiền sư Cảnh Hư, Thiền sư Mãn Không đã ngộ đạo nhờ tham cứu câu thoại: "Muôn pháp về một, một về chổ nào?" Sư có thể trả lời được các câu hỏi khó và khi sư pháp chiến với các vị tăng, nhiều người không đáp được các câu trả lời do sư đề ra. Vì thế mà sư tự cho rằng mình đã triệt ngộ.  
Khi sư đến chùa Ma Cốc, Thiền sư Cảnh Hư thấy sư bèn hỏi: "Nghe nói ông đã tỏ ngộ rồi phải không?”
Mãn Không đáp: “Vâng, thưa sư phụ."
Cảnh Hư nói: “Thế thì ta có một vài điều hỏi ông. Đây là bút lông và tờ giấy, chúng giống nhau hay khác?”
Mãn Không tự nghĩ: "Chả có gì phải nghi ngờ, nó thật quá dễ."  Sư liền đáp: “Tờ giấy là bút lông, bút lông là tờ giấy.”
Cảnh Hư gạn lại: “Thôi được, ta hỏi ông: Tờ giấy và bút lông từ đâu đến?”
Mãn Không hét: “KATZ!”
Cảnh Hư nói: “Không tốt, không xấu.” và đặt nhiều câu hỏi nữa, câu nào Mãn Không cũng trả lời trôi chảy. Cuối cùng, Cảnh Hư hỏi: "Theo truyền thống nghi lễ đưa ma (ở Hàn Quốc), trong bài hát có câu: ‘Người đá khóc’, nghĩa thế nào?"
Mãn Không nghẹn lời không đáp được. Sư chưa từng nghe câu hỏi loại này bao giờ, tâm trí trở nên căng thẳng và tính kiêu mạn cũng biến mất. 
Cảnh Hư quở: "Ông không hiểu à! Tại sao dám nói bút lông là tờ giấy, tờ giấy là bút lông?”
Mãn Không cúi lạy sát đất và thưa: "Con xin lỗi, mong thầy khai thị."
Cảnh Hư nói: "Cách đây khá lâu có ông tăng hỏi ngài Triệu Châu: 'Con chó có Phật tính không?' Triệu Châu đáp: 'Không'. Ông hiểu điều đó chứ?”
Mãn Không đáp: “Con không biết."
Cảnh Hư bảo: "Cứ tiến thẳng ‘Không biết’!"
Mãn Không dụng công tu hành, luôn luôn tham cái “Không biết” suốt ba năm. 
Một hôm khi đang tĩnh tọa ở gác Cực Lạc tại chùa Thông Độ, Mãn Không nghe tiếng chuông vang liền triệt ngộ. Sư bèn gởi thư đến Thiền sư Cảnh Hư thưa rằng: “Xin cảm ơn Thầy nhiều lắm. Nhờ thầy khai thị, bây giờ con đã hiểu: Kim chi cay, đường ngọt.” 

Thiền sư Cảnh Hư rất vui mừng và ấn khả truyền pháp cho Mãn Không.

## Tác phẩm
Đệ tử thu thập các pháp ngữ, sáng tác của sư biên soạn thành các tác phẩm như:
- Cảnh Hư Tập (ko. 경허집, zh. 鏡虛集)
- Cảnh Hư Pháp Ngữ (ko. 경허집, zh. 鏡虛集)
- Cảnh Hư Tinh Ngưu Thiền Sư Niiên Phổ (zh. 鏡虛惺牛禪師年譜)
- Tầm Ngưu Ca (zh. 尋牛歌)
- Tầm Ngưu Tụng (zh. 尋牛頌)
- Ngộ Đạo Ca (ko. 오도가, zh. 悟道 歌)
- Ký Văn (ko. 기문, zh. 記文)